# Andrzej Steinbach
Andrzej Steinbach (* 1983 in Czarnkow, Polen) ist ein deutscher Fotografie- und Performancekünstler.

## Leben
Steinbach wuchs in Chemnitz auf.
Er absolvierte von 2005 bis 2013 sein Fotografiestudium an der Hochschule für Grafik und Buchkunst Leipzig und schloss 2017 sein Meisterschülerstudium bei Heidi Specker ab. 2012 hatte Steinbach einen Studienaufenthalt in Ahmedabad in Indien. Seit 2013 ist er ein Mitglied des Künstlerkollektivs Galerie BRD. Er lebt und arbeitet in Berlin.

## Werk
In seinen Arbeiten, die Fotografie, Video, Installation und Audio umfassen, beschäftigt er sich mit Identität, visueller Wahrnehmung und Lesarten und Decodierung des menschlichen Portraits.
Seine Werke sind in folgenden Sammlungen und Museen weltweit vertreten:
- Museum of Modern Art (MoMA) in New York
- Berlinische Galerie in Deutschland
- Fotomuseum Winterthur in der Schweiz
- Folkwang Museum in Essen
- Sprengel Museum in Hannover
- Museum für Kunst und Gewerbe (MKG) in Hamburg.
- DZ Bank Art Collection in Frankfurt am Main
- Vontobel Art Collection in Zürich
- Sammlung zeitgenössischer Kunst der Bundesrepublik Deutschland
- Kunstsammlungen Chemnitz
- Hamburger Kunsthalle

## Publikationen
(Quelle:)
- Andrzej Steinbach, Mögliche Ordnung, Spector Books Leipzig, 2022
- Neugründung Magazin Ostjournal (Editing / Concept), 2022
- Andrzej Steinbach, Der Apparat, Spector Books Leipzig, 2019
- Der graue Block, with Felix Thiele, Steffen Zillig, SuKuLTuR, 2018
- Andrzej Steinbach, Gesellschaft beginnt mit drei. Society starts at Three, Spector Books Leipzig, 2017
- Intercity, Issue #3, in collaboration with Institut für Moderne Kunst Nürnberg, 2021
- Intercity, Issue #2, in collaboration with Institut für Moderne Kunst Nürnberg, 2018
- Intercity, Issue #1, in collaboration with Institut für Moderne Kunst Nürnberg, 2017
- Andrzej Steinbach & Achim Szepanski, Ultrablack of Music: Feindliche Übernahme, Spector Books Leipzig, 2017
- Andrzej Steinbach, Ordinary Stones, Monograph, Études Books Paris, No. 16, November 2016
- Andrzej Steinbach, Figur I, Figur II, Monograph, Spector Books Leipzig, 2015
- Notes On A Local Standard, Journal Of Aesthetics & Protest Issue #9, 2014
- Einfache Steine, Phase 2 #48, Berlin/Leipzig, 2014
- Hier, Marion-Ermer-Preis, Single Catalogue, Argo Books, Berlin, 2013
- Darwin Magazin #4, Darwin, London, 2013
- It Was the Streets that Raised Me, Streets that Paid Me ..., Arne Schmitt and Andrzej Steinbach, Monograph, Spector Books Leipzig, 2012
- Introduced by Peter Piller: Andrzej Steinbach, Camera Austria #113, 2011
- EVEN AND THEN SOME, Andrzej Steinbach, Monograph, Institut für Buchkunst, 2010

## Ausstellungen (Auswahl)
- 2022: „Verschont mein Haus, zündet andere an“ in der Kunsthalle Osnabrück[5]
- 2022: Tanz die Maschine im Museum Gunzenhauser[6]
- 2022: „Modelle und Verfahren“ im Kunstverein in Hamburg[7]
- 2021: „Beat the System“ im Ludwig Forum in Aachen (Gruppenausstellung)[8]
- 2020: „No true self“ im Centre for Contemporary Photography in Melbourne  (Gruppenausstellung)[9]
- 2019: „Last Train to Cool“ in Leipzig
- 2019: „Klassenverhältnisse – Phantoms of Perception“ in Hamburg
- 2018: „Äußere Unordnung“ in der Coalmine Winterthur
- 2018: „Being: New Photography 2018“ im Museum of Modern Art in New York (Gruppenausstellung)[10]
- 2018: Beteiligung an „Zerrissene Gesellschaft. Ereignisse von langer Dauer“ im Centre de la Photographie Genève[11]
- 2015: „Andrzej Steinbach“ im Sprengel Museum Hannover (10. Juni bis 25. Oktober)[12]

## Preise (Auswahl)
- 2023: Stipendium der Stiftung Kunstfonds in Bonn
- 2022: Förderung durch die Günther-Peill-Stiftung in Düren
- 2020: Unterstützung im Rahmen von Neustart Kultur durch die Stiftung Kunstfonds
- 2017–2018: Bundespreis für Nachwuchskünstler der Bundeskunsthalle Bonn
- 2015: Stipendium der Wüstenrot Stiftung für dokumentarische Fotografie (in der DZ Bank Art Collection)
- 2013: Marion Ermer Preis in Weimar[13]